# Torsten Albig
Torsten Albig (nacido el 25 de mayo de 1963 en Bremen) es un político alemán del Partido Socialdemócrata de Alemania. Tras las elecciones estatales de Schleswig-Holstein de 2012 Albig se convirtió en el ministro-presidente del estado de Schleswig-Holstein, desempeñando el cargo hasta 2017. De 2009 a 2012 fue alcalde de Kiel, la capital del estado de Schleswig-Holstein.
Albig está casado y tiene dos hijos.

## Ministro-presidente
Torsten Albig fue nombrado candidato a ministro-presidente, en representación de su partido, el SPD, en 2011. En las elecciones de 2012, el SPD logró el 30,4 % de los votos, no suficiente para vencer a la gobernante CDU que obtuvo el 30,8 % del voto popular. SPD y CDU obtuvieron 22 escaños cada uno, y el resultado de las elecciones hizo posible que Albig pudiera formar un gobierno de coalición con la participación del Partido Verde y el SSW. Los tres partidos formaron una coalición con una estrecha mayoría en el parlamento regional de Schleswig-Holstein, poseyendo 35 de los 69 escaños. Sin embargo, Albig fue elegido con 37 de los 69 votos emitidos como nuevo ministro-presidente. 
Albig logró reemplazar a Peter Harry Carstensen en el cargo de ministro-presidente de Schleswig-Holstein. Las elecciones estatales de Schleswig-Holstein de 2017, sin embargo, fueron ganadas por la CDU, por lo que Daniel Günther fue elegido nuevo ministro-presidente.